# Rhipsalis occidentalis
Rhipsalis occidentalis är en kaktusväxtart som beskrevs av Barthlott. Rhipsalis occidentalis ingår i släktet Rhipsalis och familjen kaktusväxter. Inga underarter finns listade i Catalogue of Life.